# Christian (film, 1989)
Pour les articles homonymes, voir Christian.
Pour plus de détails, voir Fiche technique et Distribution.
Christian est un film franco-danois réalisé en 1989 par Gabriel Axel et sorti en 1991.

## Synopsis
Christian est un jeune homme qui perd son emploi, et rompt avec ses parents et sa petite amie. Il tombe sur des gens peu fréquentables, devient un voleur, et est envoyé dans un centre de redressement pour jeunes délinquants dont il s'évade. Cherchant à s'embarquer sur un bateau, ses périgrénations le conduisent ensuite de port en port en Allemagne, Pays-Bas, France et Espagne, jusqu'au Maroc, où il découvre une autre culture .

## Fiche technique
- Titre : Christian
- Réalisation : Gabriel Axel
- Scénario : Gabriel Axel
- Photographie : Morten Bruus
- Décors : Peter Grant
- Costumes : Françoise Nicolet
- Son : Jacky Dufour
- Musique : Chaddati Abdelkebir et Nikolaj Bjarn Christensen
- Montage : Nils Pagh Andersen
- Pays d'origine :  France -  Danemark
- Production : Victoria Film Aps-Lyngby - Det Danske Filminstitut - Chrysalide Film - Ellepi Films
- Genre : Road movie
- Durée : 105 minutes
- Date de sortie : France - 21 janvier 1991

## Distribution
- Nikolaj Bjarn Christensen : Christian
- Nathalie Brusse : Aïcha
- Preben Lerdorff Rye : le grand-père
- Jens Arentzen : Johnny
- Nadine Alari : Françoise
- Carole Aymond : la serveuse
- Asger Bonfils : l'ambassadeur
- Fatima Regragui : la grand-mère
- Abdellah Lamrani : le père
- Nazha Regragui : la mère
- Bernard-Pierre Donnadieu

## Sélection
- Festival de Venise 1989[2]